# جورج برادبنت (بازیکن فوتبال)
جورج برادبنت (انگلیسی: George Broadbent؛ زادهٔ ۳۰ سپتامبر ۲۰۰۰) بازیکن فوتبال است.